# مانگو (شرکت هواپیمایی)
مانگو (به انگلیسی: Mango) یک شرکت هواپیمایی با کد یاتا JE است که در تاریخ ۲۰۰۶ میلادی تأسیس شده‌است. دفتر مرکزی در فرودگاه بین‌المللی اولیور تامبو واقع شده‌است و قطب این شرکت هواپیمایی در فرودگاه بین‌المللی اولیور تامبو قرار دارد و به ۶ مقصد، پرواز انجام می‌دهد.